# Pararge rambringi
Pararge rambringi är en fjärilsart som beskrevs av Felix Bryk 1951. Pararge rambringi ingår i släktet Pararge och familjen praktfjärilar. Inga underarter finns listade i Catalogue of Life.